# Moredilla
Moredilla (o Moradilla) és una partida de Lleida.
És una partida eminentment agrícola, amb conreus d'arbres fruiters i cereal farratger sobretot. S'hi troba així mateix el Tossal de Moredilla, i el seu vèrtex geodèsic.
Limita:
- Al nord amb el terme municipal d'Alcoletge.
- A l'est amb el terme municipal d'Els Alamús.
- Al sud-est amb la partida de Terme de Grealó.
- Al sud i a l'oest amb la partida de Les Canals (Lleida).